# زیردریایی اس-۳۵۰
زیردریایی اس-۳۵۰ (به انگلیسی: Soviet submarine S-350) یک زیردریایی بود. این زیردریایی در سال ۱۹۶۲ ساخته شد.